# 托爾廷伯斯 (馬里蘭州)
托爾廷伯斯（英語：Tall Timbers）是位於美國馬里蘭州聖瑪麗斯縣的一個普查規定居民點。

## 人口
根據2020年美國人口普查的數據，托爾廷伯斯的面積為3.94平方千米，當中陸地面積為3.56平方千米，而水域面積為0.38平方千米。當地共有人口451人，而人口密度為每平方千米114.47人。